# Valurile timpului
Valurile timpului (titlu original The Tides of Time) (1984) este un roman science fiction al scriitorului britanic John Brunner. A fost publicat pentru prima oară în Statele Unite de către Ballantine's Del Rey Books în decembrie 1984. Romanul spune povestea a doi oameni care ajung pe o insulă izolată, de fiecare dată când aceștia se trezesc din somn trăiesc o viață diferită într-un timp diferit. A apărut în 1996 în Colecția Nautilus de la Editura Nemira, traducere de Camelia Budișteanu.

## Vezi și
- Lista volumelor publicate în Colecția Nautilus
- Lista cărților științifico-fantastice publicate în România după 1989